# Sansone di Cordova
Sansone di Cordova (Cordova, 810 ? – 21 agosto 890) è stato un abate, teologo, biblista poeta spagnolo.

## Biografia
Sansone nacque probabilmente a Cordova negli anni 810. Poco si sa della sua infanzia e adolescenza, però è probabile che ricevesse la sua istruzione in una scuola collegata a una basilica, come quella di San Zoilo. Acquisì una preparazione in teologia, in latino e si formò sui testi biblici e patristici. Apprese anche la lingua araba, tanto da divenire traduttore della corrispondenza dell'emiro Muhammad I.
Grazie alla testimonianza del De translatione sanctorum martyrum Georgii Monachum, Aurelii et Nathaliae ex urbe Cordube Parisios, scritta da Aimoino di Saint-Germain verso l'871, si sa che nell'858 Sansone era un presbitero che, per ordine di Leovigildo Abd as-Salam, probabilmente il suo precettore, collaborò con alcuni monaci dell'abbazia di Saint-Germain-des-Prés per affidare loro alcune reliquie custodite nel monastero cordovese di San Salvador de Peñamelaria, dove dall'858 era abate.
Come maestro di teologia Sansone impartiva lezioni ai suoi allievi nel monastero di Peñamelaria o nella chiesa di San Zoilo. Si dedicava anche a dibattere di teologia con cristiani, giudei e musulmani con buona eloquenza e ciò pare che gli inimicasse rivali che ne mettevano in dubbio la dottrina teologica. Pertanto, nell'862, anno in cui Valenzio, probabile allievo di Sansone, fu consacrato vescovo di Cordova, fu accusato di eresia dal vescovo Ostegesi di Malaga e dai suoi partigiani. La Chiesa si riunì in concilio, Sansone presentò la sua confessione di fede (credulitas), la quale fu approvata dalla maggioranza dei vescovi; ma Ostegesi ottenne una sentenza di condanna contro di lui quando Sansone rifiutò di opporsi a un'antifona ispanica tradizionale. Poiché era stato dichiarato eretico, Sansone fu esiliato da Cordova, perse la dignità sacerdotale e gli fu proibito di ricoprire uffici ecclesiastici, di conseguenza cessò di essere abate di Peñamelaria.
In breve tempo Sansone ottenne l'assoluzione da parte della maggioranza dei vescovi e la nomina a parroco della chiesa di San Zoilo grazie al sostegno del vescovo Valenzio. Tuttavia, Ostegesi e il conte Servando, massima autorità civile di Cordova, riuscirono a far sì che tanto Sansone come Valenzio perdessero il favore dell'emiro Muhammad I. Così, di fronte al timore di perdere di nuovo il sacerdozio, nell'863 o nell'864 Sansone fuggì a Martos, ove scrisse la sua opera più celebre, l'Apologeticum contra perfidos, per cercare di dimostrare l'ortodossia della sua fede e l'eterodossia della dottrina di Ostegesi. Come complemento di questo trattato compose il De gradibus consanguinitatis tractatulus per difendersi dall'accusa formulata dal vescovo di Malaga, secondo cui avrebbe unito in matrimonio cugini di primo grado; quest'opera deriva chiaramente dalle Origines di sant'Isidoro di Siviglia. Nell'875 donò una campana alla chiesa di San Sebastiano sulla sierra di Cordova, nell'odierno comune di Espiel. Questa campana si conserva nel Museo Archeologico di Cordova e Simonet ne trascrive la dedicazione: «Offert hoc munus Samson abbatis in Domum Sancti Sabastiani Martiris Christi. Era DCCCCLXIII».
Si conservano alcuni Carmina, cioè tre epitaffi, che dedicò all'abate Ofilone, restauratore del monastero di Samos in Galizia nell'861; all'abate Atanagildo, a cui Alvaro di Cordoba indirizzò un'epistola verso l'861; e a un presbitero chiamato Valentiniano o Valentiano.
In seguito Sansone ritornò a coprire la carica di abate, come testimonia il suo epitaffio, scritto da Cipriano di Cordova. Morì in tarda età il 21 agosto 890.

## Opere
- Apologeticum contra perfidos, opera teologica (864 o poco dopo)
- De gradibus consanguinitatis tractatulus, opera del diritto matrimoniale (dopo il 864)
- Carmina, tre epitaffi